# Kohlebergwerke von Kébao

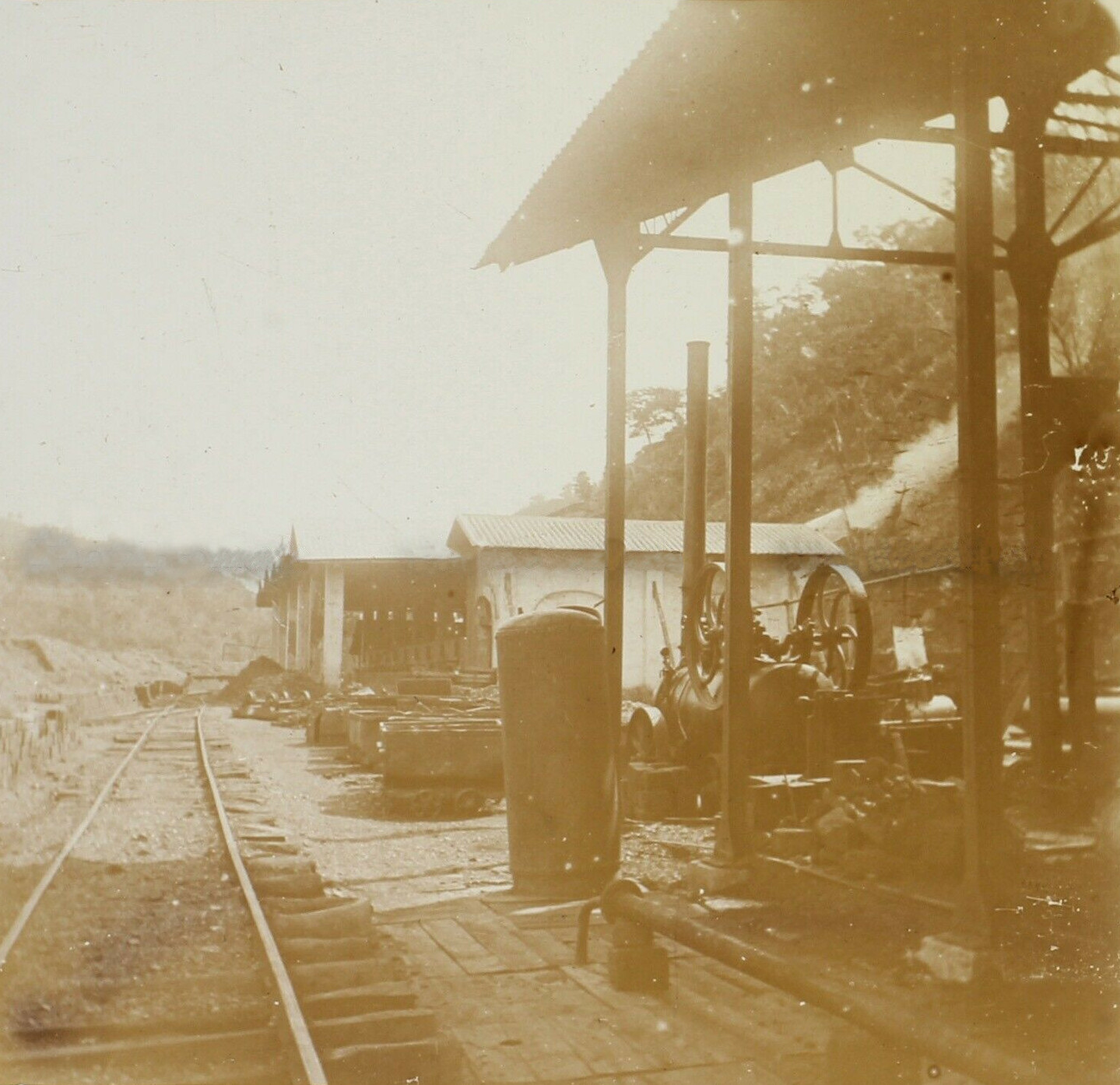
Dampfmaschine und Werkstätten der Bergwerke von Ké-bao

Die Kohlebergwerke von Kébao lagen beim heutigen Cái Rồng auf der Insel Kébao (Đảo Cái Bầu), östlich von Cẩm Phả im Bezirk Vân Đồn der Provinz Quảng Ninh in Vietnam.

## Geschichte

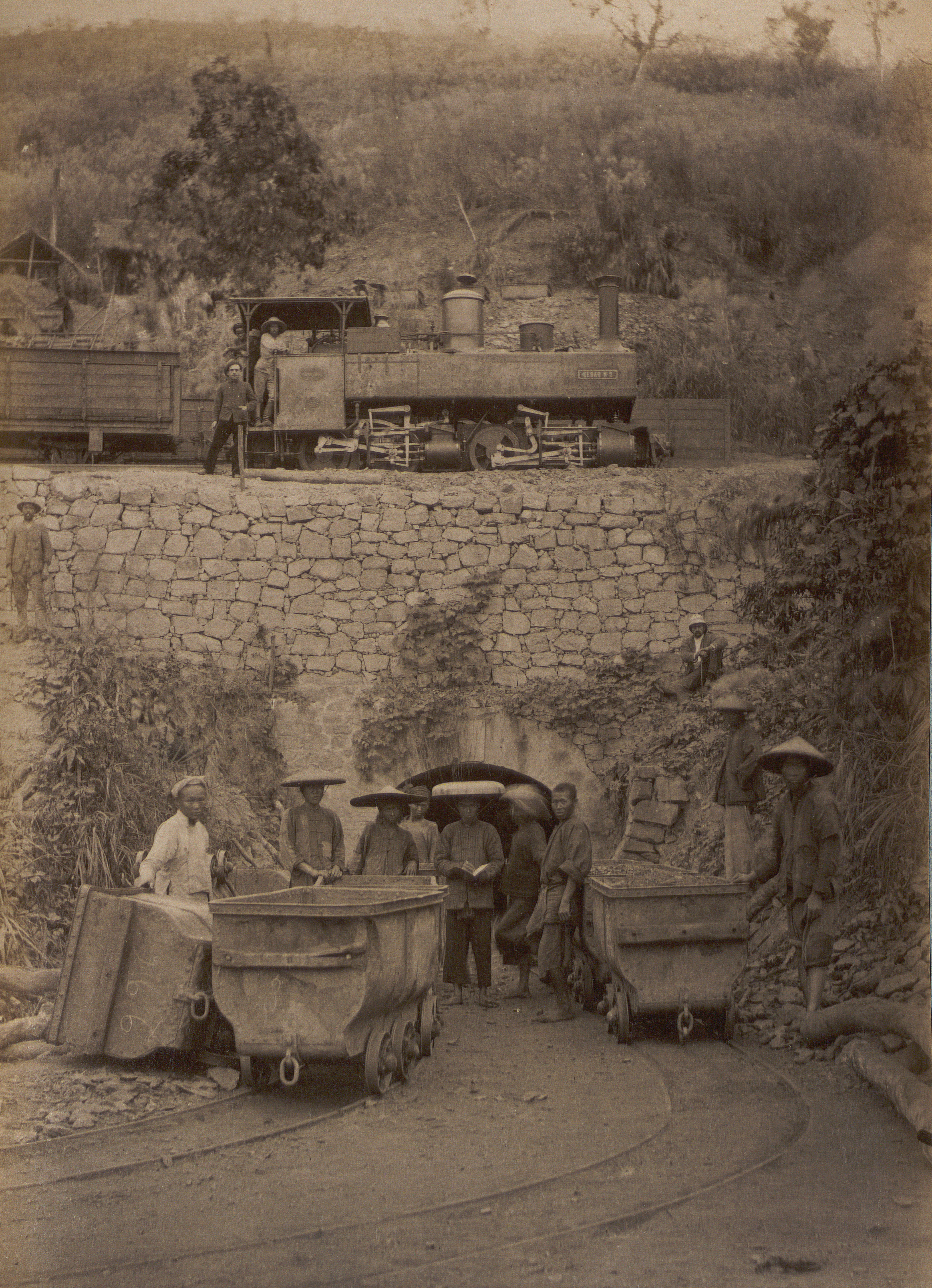
Kohlenhunte mit 600 mm Spurweite und Tubize Mallet-Lokomotive der Meterspurbahn

Historischen Dokumenten zufolge gelten die Kohlebergwerke Kébao als eine der ersten beiden während der französischen Kolonialzeit in Betrieb genommene Kohleminen in Vietnam. S. 66 Zunächst wurde die Konzession für den Abbau der Kohlevorkommen 1888 dem Forscher Jean Dupuis (* 7. Dezember 1828 in Saint-Just-la-Pendue; † 28. November 1912 in Monaco) als Belohnung für seine Dienste, die er für Frankreich in Tonkin geleistet hatte, zugesprochen. Dazu gründete er 1889 die Société anonyme de française de Kébao. Diese ging 1896 im Rahmen einer Kapitalerhöhung in der Société nouvelle de Kébao auf.
Im Jahr 1890 gab es in der Gegend 2.750 im Bergbau beschäftigte Arbeiter. Die durch sie ausgebeutete Kohleproduktion betrug 30.242 Tonnen. Im Jahr 1932 gab es 1.700 asiatische Arbeiter und 13 Europäer. Die Geburt des Kohlebergwerks Ke Bao ist ein wichtiges Ereignis in der Entwicklung der vietnamesischen Kohleindustrie. Von hier aus entwickelte sich der vietnamesische Bergbau.
Die Wirtschaftskrise von 1929 bis 1933 hatte schwere Auswirkungen auf den Kohlebergbau. Bei der Kohleförderung versuchten die Kolonialisten und Bergleute, die einheimischen  Arbeiter auszubeuten, zu unterdrücken und Ressourcen zu sparen. Dies spiegelte sich auch in der damaligen Presse wider. Im Juli 1924 schrieb ein Autor mit dem Pseudonym Nguyen Thi Hong daher einen Artikel mit dem Titel „Kế Bào Coal Stew“ (“Cu ly hầm than Kế Bào”), der in der in Saigon erscheinenden Zeitung Tan Van veröffentlicht wurde. Unter anderem wegen der unerträglichen Unterdrückung und Ausbeutung durch die Minenbesitzer rebellierte 1929 eine Gruppe von 26 Arbeitern, die zwei französische Soldaten in den Brunnen stießen und dann flüchteten. Dies ist der Ausgangspunkt für die Streiks und Kämpfe der Minenarbeiter, die später in dem großen Streik von 30.000 Bergarbeitern am 12. November 1936 gipfelten. Nach dieser Zeit gab es nur noch 600 asiatische Arbeiter und zwei Europäer.

## Transport

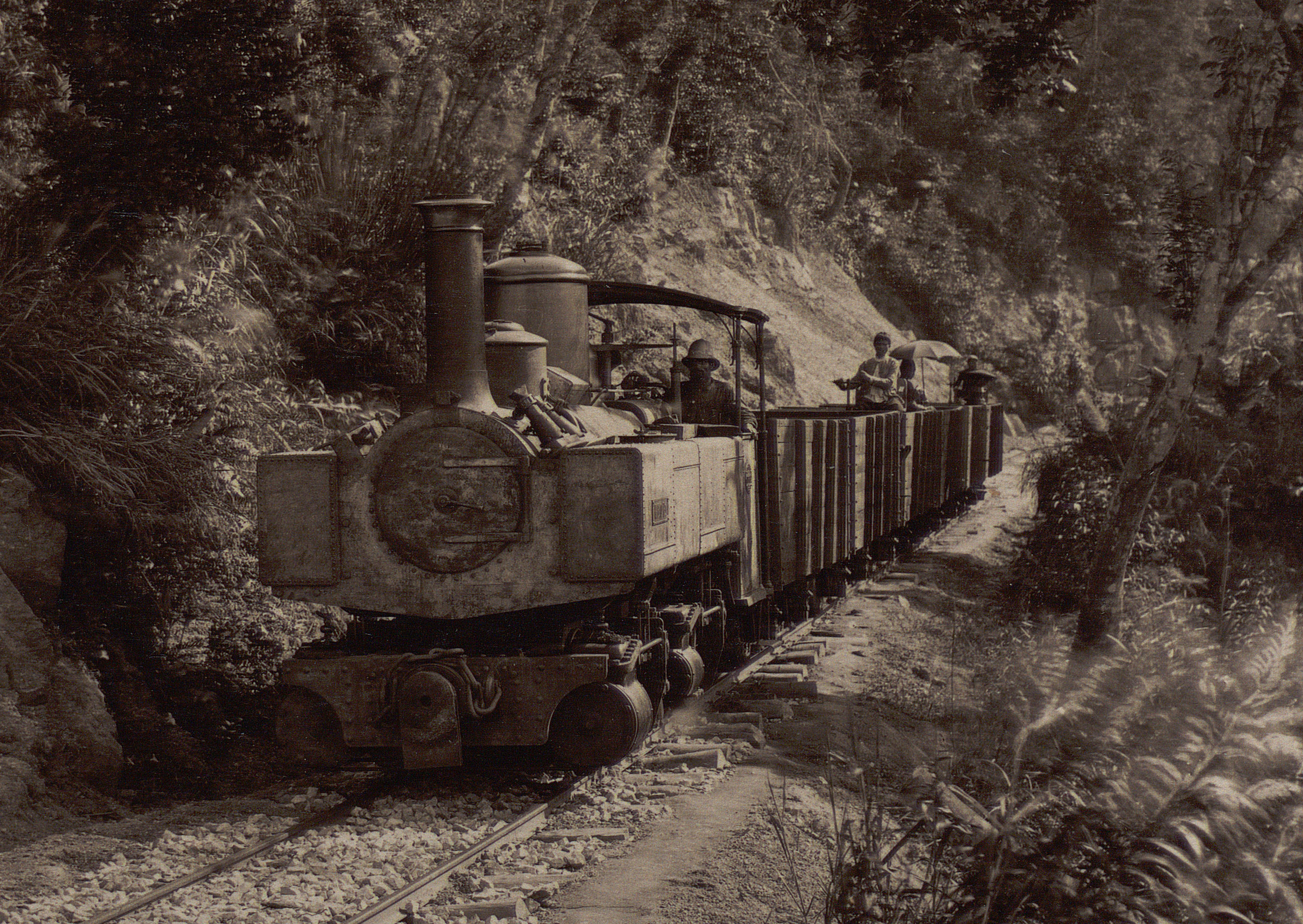
Tubize-Meterspurlok, Bauart Mallet

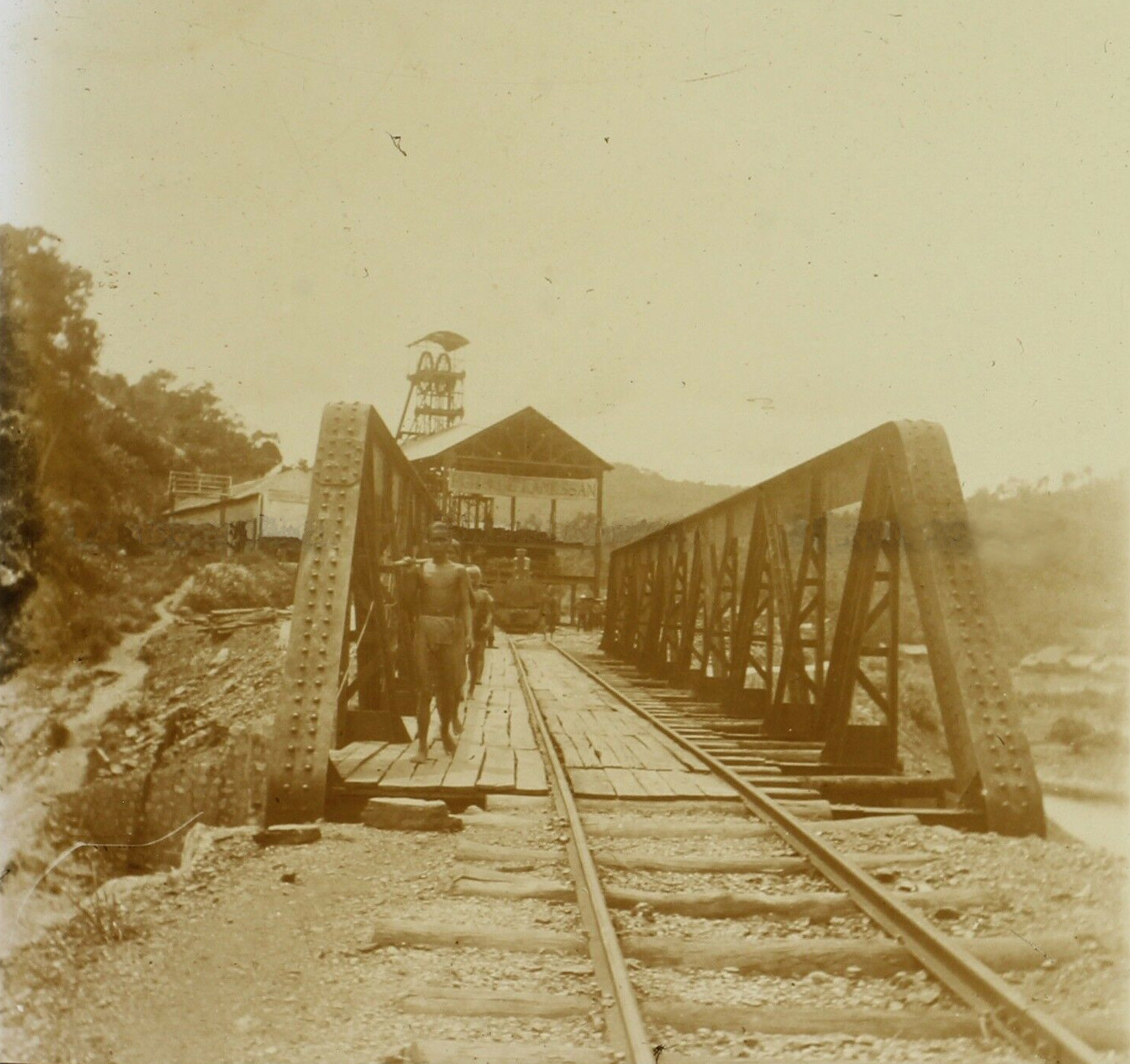
Meterspurbahn der Bergwerke von Ké-bao

Eine Meterspurbahn holte die Kohle am Fördergerüst des Schachts ab und brachte sie zu den Sieb- und Sortierwerkstätten und von dort zu den Anlegestellen in Port-Wallut (heute Van Hoa) im Nordosten der Insel, von wo aus die Kohle verschifft wurde.
Auf der mehr als 10 km langen Strecke von den Kohlenbergwerken von Kébao zum Hafen Van Hoa verlegten die Franzosen eine Feldbahn über eine Reihe von Eisen- und Betonbrücken sowie durch einen Tunnel, um die Kohle zum Hafen zu transportieren. Die Brücken wurden von Einheimischen  Minno-Brücke (cầu Min-nơ) und Cai-Lang-Brücke (cầu Cái Làng) genannt.

## Überreste
Heute sind nur noch Spuren des während der französischen Kolonialzeit errichteten Systems aus Eisenbrücken, Straßen, Mauern verlassener Häuser, Lüftungsschächten usw. erhalten.